# Cedusa quinteca
Cedusa quinteca är en insektsart som beskrevs av Kramer 1986. Cedusa quinteca ingår i släktet Cedusa och familjen Derbidae. Inga underarter finns listade i Catalogue of Life.